# Kőrösi társszékesegyház
A Szent Kereszt társszékesegyház a Belovár-Kőrösi egyházmegye társszékesegyháza Horvátországban, a Kapronca-Kőrös megyei, Kőrös városában. Kőrös Alsóvárosának ősi plébániatemploma, egyben Kőrös városának legrégibb temploma, és a szárazföldi Horvátország egyik legrégibb temploma.

## Fekvése
A székesegyház Kőrös belvárosában a Lackfi bán téren (Trg bana Lackovića) áll.

## Története
Egy régi legenda szerint a templom helyén az ókorban kút állt, amelyben egy lány belenézve egy arany keresztet látott a vízen lebegni. Ennek emlékére azon a helyen templomot építettek, melyet természetesen a Szent Keresztnek szenteltek. Azt is mondják, hogy az a kút sokáig látható volt a főoltár mögött. Ez azonban csak egy legenda, vagy inkább népi elbeszélés, amelyben lehetnek némi igazságszemcsék.
Zdenko Balog művészettörténész szerint templomot 1232-ben említik először, II. István zágrábi püspöknek abban az oklevelében, mellyel megalapította a csázmai káptalant. Következő említése 1326-ban történt, amikor „ecclesia sancte crucis de Crisio” alakban említik, de megtalálható a zágrábi egyházmegye plébániáinak Ivan főesperes által 1334-ben készített összeírásában is. Következő említésekor az egyházmegyék 1501-ből fennmaradt összeírásában Iván plébános mellett többen is, így Péter nevű káplánja, valamint János, Lukács és Pál prebendárok is felsorolásra kerültek. 
1405-ben Alsókőrös Zsigmond királytól szabad királyi városi rangot kapott. Borbála királyné gyakran tartózkodott közeli kemléki váraiban és jelenléte nyomot hagyott a város és a helyi egyház életében. A 15. század vége felé, de még inkább a 16. században növekedett a török támadások veszélye, mely megmutatta a templom kedvezőtlen helyzetét. A templom ugyanis az akkori városfalakon kívül állt. A templom építésze Podhorski jegyezte fel, hogy a homlokzat felújításakor sok puskagolyót találtak a régi vakolatban. A veszélyhelyzetet a templom körül épített falakkal oldották meg. Nicholas Angiellini a 16. század közepén készített vázlata már így ábrázolja a templomot. Ezeket az erődítéseket a 17. század közepére lebontották. Martin Stier egy 1660 körüli jelentésében azt írja, hogy a templom veszélyes a kőrösi várra, mert az ellenség magát oda befészkelve onnan is sikeresen megtámadhatja a várat. A 18. század eleji feljegyzések a templomot még festett famennyezettel írják le. 1714 és 1717 között a templom új, barokk boltozatot kapott.
Amikor 1786-ban II. József feloszlatta a szerzetesrendeket a kőrösi pálos kolostor is megszűnt. Ekkor a pálosok Szent Anna temploma lett a plébániatemplom, a Szent Kereszt templomot pedig raktárként, börtönként és tűzoltószertárként használták. 1876-ban, amikor felmerült a templom megújításának ötlete a templom még mindig tűzoltószertárként szolgált. A felújítási munkák végül a 20. század elején kezdődtek el Stjepan Podhorski építész irányításával. A templomot a maga idejében nagyon jó minőségben állították helyre. A régi történelmi rétegeket tiszteletben tartották,
néhány részlet, mint például a harangtorony, a sekrestye, a bútorok megújítása korszerű módon, szecessziós stílusban történt. Elkerülték a Bollé-féle újragótizálás csapdáját, és a templom nem vált a zágrábi székesegyház imitációjává.

## A székesegyház leírása
A Szent Kereszt székesegyház hajóból, szentélyből és egy sekrestyéből állt, amelyet valószínűleg védelmi okokból lebontottak. Később a nyugati homlokzat elé építették a harangtornyot, a templomot pedig erődítésekkel vették körül. A 20. század elején, a templom újjáépítése során Stjepan Podhorski építész tervei szerint újjáépítették a sekrestyét, felújították a harangtornyot és új lépcsőzetet építettek mellé. A templom környezetét rendezték. A templom falai a korábbi kutatások szerint nagyon heterogének, rengeteg átépítés nyomával.
A templom szentélye sokszögzáródású, gótikus keresztboltozattal. Alaprajza szabálytalan, azaz a szentély végének három oldala egyenlőtlen hosszúságú, szűkülő. Maga a boltozat téglából készült. A szentély négy ablaka gótikus biforáma, mind más keretezéssel. A késő barokk Szent Kereszt főoltár fekete, sárga és fehér márványból készült 1756-ban, Francesco Robba olasz származású ljubljanai szobrászművész munkája. Az oltárt eredetileg a zágrábi székesegyház számára építették, ahol a 19. század végi helyreállításáig állt. Mivel stílusában eltért az átalakított székesegyház neogótikus stílusától Kőrösre hozták. Szakértők szerint az oltár e vidék késő barokk művészetének egyik legszebb darabja, különleges vonzerő minden turistának, aki a városba látogat. Fő motívuma a megfeszített Krisztus, a bal oldalon Mózes ábrázolásával, a kígyóval, a jobb oldalon pedig Ábrahám áldozata. Éles kontraszt van a teljesen sima, lekrekített, lágy, és a domborulatban gazdag felületek árny és fényjátéka között. Az oltár tömbjén a menza alatt a purgatórium ábrázolása látható a tisztítótűzben szenvedő lelkekkel.

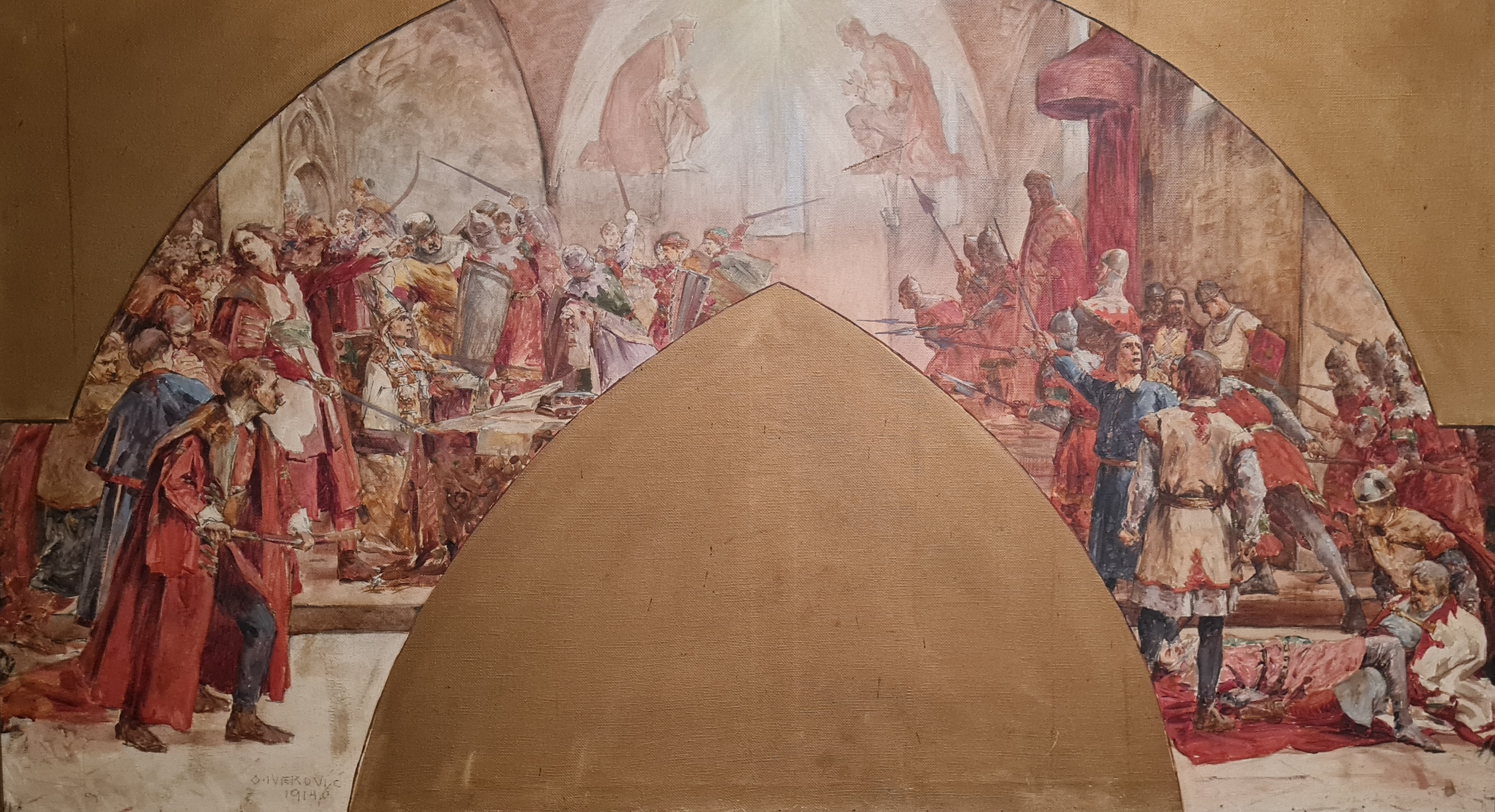
A véres szábor ábrázolása a székesegyház diadalívén

A szentély boltívén a diadalív felett, Oton Iveković nagyméretű festménye látható, amely kőrösi véres szábort ábrázolja. A művész 1914-ben festette, szélessége meghaladja a nyolc métert, így ez az egyik legnagyobb alkotása. A festmény megrendelésre készült (ami Ivekovic munkáinál ritka eset volt) a Szent Kereszt templom számára Stjepan Podhorski által 1913-ban elvégzett historizáló-szecessziós felújítás után. Szokatlan formáját a templomtér szabta meg, ezért a festmény alsó széle követi az ív gótikus vonalát, a felső részén pedig a falhoz igazodva félkörívben végződik. A festmény a templomtér leglátványosabb helyén helyezkedik el, amelyre a hívek szeme egyből ráirányul. A festmény témájának helyszíne egyben az esemény helyszíne. Ezért nem csupán egy történelmi témájú festménysorozat újabb alkotása, hanem történelmi és kulturális értelemben emlékmű is. Alapvető feladata emléket állítani egy jelentős és tragikus eseménynek, amely egyes források szerint éppen itt történt.
A hajó téglalap alaprajzú, szélessége 10,20 m, hosszúsága 15,70 m. 1714 és 1718 között barokk boltozattal fedték be. A boltozat négy mezőre oszlik és ennek megfelelő a pilaszterek elhelyezése. Minden mező egy-egy téglalap alakú, barokk ablakkal van megvilágítva. A barokk átalakítás során a hosszú, keskeny gótikus ablakokat befalazták, felső részük már a padláson, a barokk boltívek fölött található. A középső ablak csak kívülről van befalazva. A hajóba két portálon keresztül lehet belépni. Az egyik a nyugati homlokzaton, ma a harangtorony alatt, míg a másik a déli homlokzaton található. Ivan Srša kutatásai szerint a harangtorony a 17. század közepén épült. Egykor a harangtoronyba, a bejárat feletti részbe az 1643-as évszám volt bevésve. A mai harangtorony második emeletén a padlás bejárata előtt, az északi és a nyugati falba néhány gótikus részlet van beillesztve. A harangtorony építéséhez nyilvánvalóan a régi templom részeinek és erődítéseinek anyagát használták fel. 